# Marquein
 Marquein  es una población y comuna francesa, en la región de Languedoc-Rosellón, departamento de Aude, en el distrito de Carcasona y cantón de Salles-sur-l'Hers.

## Demografía
| 304 | 315 | 355 | 326 | 325 | 363 | 335 | 344 | 354 | 346 | 300 | 255 | 265 | 252 | 235 | 225 | 243 | 212 | 190 | 205 | 224 | 181 | 208 | 185 | 161 | 144 | 137 | 107 | 85 | 53 | 42 | 42 | 59 |
| Para los censos de 1962 a 1999 la población legal corresponde a la población sin duplicidades (Fuente: INSEE [Consultar]) |     |     |     |     |     |     |     |     |     |     |     |     |     |     |     |     |     |     |     |     |     |     |     |     |     |     |     |    |    |    |    |    |